# Мысль (скульптура)
«Мысль» — скульптура, изготовленная С. Д. Меркуровым в 1911—1913 годах (габбро, порфир). В 1955 году была установлена на его могиле на Новодевичьем кладбище.

## История
Над скульптурой «Мысль» С. Д. Меркуров работал в 1911—1913 годах в своей мастерской на Цветном бульваре. Она создавалась как центральный элемент триптиха, крайними фигурами которого были изготовленные в то же время памятник Ф. М. Достоевскому и памятник Л. Н. Толстому. Дальнейшая работа со скульптурой, а также её реализация в дореволюционный период, помешала Первая мировая война.
В 1918 году «Мысль» была приобретена у скульптора и установлена у входа на Цветной бульвар со стороны Трубной площади в рамках ленинского плана монументальной пропаганды. В 1936 году, в связи с реконструкцией бульвара, скульптура была перенесена на Поварскую улицу (тогда улицу Воровского) к дому Ростовых, где располагался Союз писателей СССР. В 1955 году скульптура была перенесена на Новодевичье кладбище на могилу её автора С. Д. Меркурова (участок № 2).

## Описание
Монумент выполнен в характерном для дореволюционных работ Меркурова стиле. Статуя изготовлена из большого куска чёрного гранита. Скульптор явно вдохновлялся «Мыслителем» Родена. Меркуров изобразил мужчину в полный рост в характерной позе «Мыслителя». Нижняя часть лица прикрыта рукой, лысая голова наклонена вперёд. К его ногам спадают круговые складки одеяния, похожего на облачение восточных жрецов.
Искусствовед Н. Д. Соболевский в 1947 году отмечал: «Статичность, скованность фигуры уживаются в скульптуре со смелой реалистической трактовкой головы». Сам Меркуров так характеризовал свою работу: «Я создал „Мысль“. Эта скульптура изображает человека, пытавшегося своим умом найти пути, чтобы переделать мир».